# Esdras Heinrich Mutzenbecher

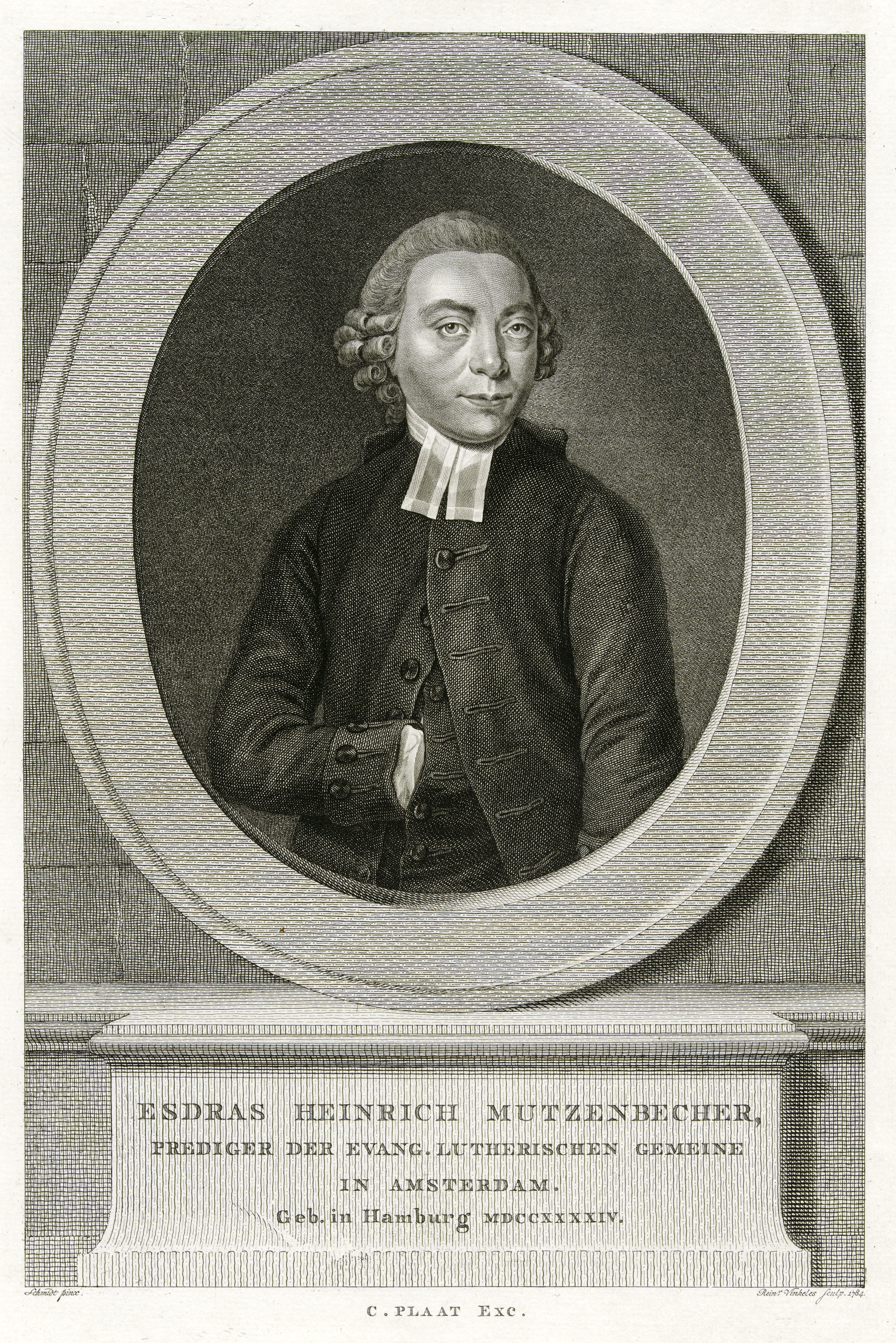
Esdras Heinrich Mutzenbecher, Kupferstich von Reinier Vinkeles (1784)

Esdras Heinrich Mutzenbecher (* 23. März 1744 in Hamburg; † 21. Dezember 1801 in Oldenburg) war ein deutscher evangelisch-lutherischer Theologe und Generalsuperintendent in Oldenburg.

## Leben
Mutzenbecher stammte aus dem hamburgischen Kaufmannsgeschlecht Mutzenbecher. Sein Vater Johann Heinrich Mutzenbecher († 1759) war Kaufmann in Hamburg, seine Mutter Angelica die älteste Tochter von Sebastian Edzardus. Den Vornamen Esdras erhielt er nach seinem Großvater Esdras Edzardus. Er besuchte die Gelehrtenschule des Johanneums und machte schon als Primaner gemeinsam mit Johann Joachim Eschenburg die ersten schriftstellerischen Versuche mit der Wochenschrift Der Primaner. Ab Ostern 1762 besuchte er das Hamburger Akademische Gymnasium. Als Gymnasiast gehörte er zu den Mitgründern einer literarischen Gesellschaft, die später auch auf der Universität Göttingen, welche er 1765 bezog, fortbestand und die den Anlass zur Gründung der ihrer Zeit beliebten Hamburgischen Unterhaltungen (1766) gab.
Nach Abschluss seiner theologischen Studien und nachdem er Mitglied der Deutschen Gesellschaft zu Göttingen geworden war, übernahm er 1768 die Stelle eines Hofmeisters bei einem jungen Herrn von Steinberg, mit dem er sich zunächst in Celle, dann von 1770 bis 1772 an der Ritterakademie in Braunschweig und seit Michaelis 1772 wieder in Göttingen aufhielt. In Braunschweig kam er durch Eschenburg in nahen Verkehr mit den Lehrern und Hofmeistern am Collegium Carolinum. Er begann eine Freundschaft mit Abt Jerusalem, der in tief beeindruckte und mit dem er später bis zu dessen Tode im Briefwechsel blieb.
Von Braunschweig aus machte Mutzenbecher das theologische Examen vor dem Konsistorium in Hannover. In Göttingen lebte er in gelehrtem und freundschaftlichem Umgang mit seinen früheren Lehrern und beschäftigte sich mit literarischen Arbeiten, die auch später noch Veranlassung zu einem ausgedehnten Briefwechsel gaben, insbesondere mit Johann David Michaelis und Christian Wilhelm Franz Walch. Für letzteren sowie für Christian Gottlob Heyne redigierte er von 1773 bis 1776 deren Philologische Bibliothek.
1773 wurde er zum zweiten Universitätsprediger in Göttingen ernannt. In der Absicht, sich der akademischen Laufbahn zu widmen, bestand er 1774 das Examen vor der Theologischen Fakultät in Göttingen und begann mit den Vorbereitungen zu einer Inauguraldissertation. 1775 wurde er jedoch zum Prediger an der deutschen lutherischen Kirche in Den Haag berufen. Anfang 1780 wechselte er als Pastor der deutschen lutherischen Gemeinde nach Amsterdam. Hier geriet er mit dem orthodoxen Flügel seiner Gemeinde in einen theologischen Richtungsstreit. Da Mutzenbecher aufgrund seiner Vorbildung auch durch Ideen der Aufklärung geprägte Positionen einnahm, wurde er der Häresie beschuldigt und ihm und anderen jüngeren Predigern wurde vorgeworfen, die Hauptdogmen des Christentums nicht oder falsch zu behandeln und lediglich moralische Predigten zu halten. Wegen dieser Auseinandersetzungen war Mutzenbecher gezwungen, sich eine andere Stellung zu suchen.
1789 nahm er die Berufung zum Generalsuperintendenten und Konsistorialrat in Oldenburg an, wo er ein für seine Auffassungen günstigeres Umfeld vorfand, da Herzog Peter I. ebenfalls ein aufklärerisches Staatsideal anstrebte und Mutzenbecher mit umfassenden Kompetenzen ausstattete. In den zwölf Jahren seines von Rationalismus und Aufklärungstheologie geprägten Wirkens stellte er ein neues Gesangbuch zusammen, gab einen Unterricht in der christlichen Lehre mit Hinweisung auf Luthers kleinen Catechismus heraus sowie eine Sammlung von Gebeten und Formularen für gottesdienstliche Handlungen. Seine Werke wurden positiv aufgenommen, da gerade die älteren Choräle sprachlich und inhaltlich modernerem Denken angepasst wurden und zeitgenössische Dichter, darunter auch Oldenburger Gemeindeglieder, Lieder beisteuerten. Von pietistischen Kreisen wurden Mutzenbechers Reformen allerdings abgelehnt.
Weiterhin reformierte er das Schulwesen, besonders durch die Gründung einer Armenschule (1790), Umwandlung der Oldenburger Lateinschule in ein Gymnasium (1792) sowie die Gründung des Evangelischen Lehrerseminars Oldenburg (1793). In seine Amtszeit fällt auch der radikale Umbau der Lambertikirche (Oldenburg), bei deren Wiedereinweihung am 3. Mai 1795 er die Festpredigt hielt.
Mutzenbecher war in Oldenburg Mitglied der Literarischen Gesellschaft, in der er sich ebenfalls aufklärerischen Positionen anschloss. Seine Reformen sind dementsprechend geprägt von einer stark neologischen Position, die aus seiner Theologie und aus seiner aufgeklärten philosophisch-sozialpolitischen Weltsicht resultierte und vernunftgeleitetes, selbständiges Denken und Handeln innerhalb einer Individual- und Sozialethik zum Ziel hatte.

## Familie
Er war seit dem 16. Februar 1777 verheiratet mit Anna Constantia (1758–1830), geb. Sonntag, der Tochter eines Bankiers in Den Haag. Von den Kindern des Paares wurde Johann Friedrich (1781–1855) oldenburgischer Staatsrat und Regierungspräsident.

## Schriften
- Predigt am neuen Jahrs-Tage 1775 über Ps. 67 in der Univers.K. gehalten. Göttingen 1775
- (Hrsg.) Jo. Christiani Biel, Past. Quond. Ad. D. Ulric. Et Joan. Brunsvic. Novus Thesaurus Philologicus ; Sive Lexicon In LXX Et Alios Interpretes Et Scriptores Apocryphos Veteris Testamenti. 3 Bände, Haag 1779–80
- Gesangbuch zur öffentlichen und häuslichen Andacht für das Herzogthum Oldenburg: Nebst einem Anhange von Gebeten. Oldenburg: Stalling 1792
- Erste Predigt in der erneuerten Lambertus Kirche in Oldenburg am 3ten May 1795 gehalten. Oldenburg: Stalling 1795
- Sammlung von Gebeten und Formularen für gottesdienstliche Handlungen: mit besondrer Rücksicht auf das Herzogthum Oldenburg. Oldenburg: Stalling 1795; zweite vermehrte und verbesserte Ausgabe, Bremen: Wilmanns 1801
- Unterricht in der Christlichen Lehre mit Hinweisung auf Luthers kleinen Catechismus: zum Gebrauch in den Kirchen und Schulen des Herzogthums Oldenburg. 1802
- Die Kirchenvisitationen vor hundert Jahren. Aus dem Nachlaß des (1801 verstorbenen) Generalsuperintendenten Mutzenbecher. In: Jahrbuch für die Geschichte des Herzogtums Oldenburg, Jg. 5 (1896), Oldenburger Verein für Altertumskunde und Landesgeschichte (Hrsg.), Oldenburg 1896, S. 125 ff. Digitale Bibliothek, abgerufen am 11. März 2019.